# Copa Unión de la Asociación de Football de Santiago 1921
La Copa Unión de la Asociación de Football de Santiago 1921 fue la 19.º edición de la Copa Unión, primera categoría de la Asociación de Football de Santiago, competición de fútbol de carácter oficial y amateur de la capital de Chile, correspondiente a la temporada 1921.
Debido a la reestructuración realizada la temporada 1920, la Copa Unión, máximo trofeo de la asociación, estuvo dividida en dos series: la Copa República y la Copa Chile. Los campeones de ambas series debían definir en un partido único el campeonato de la Asociación, y así poder inscribir su nombre en la Copa Unión.
Los campeones fueron Gimnástico y Brigada Central, quienes acordaron en conjunto compartir el trofeo y grabar ambos nombres en la Copa Unión.

## Copa República
Los campeones fueron Gimnástico y Magallanes, que, al haber empatado primeros en la tabla de posiciones con 13 puntos, se adjudicaron conjuntamente la Copa República de la Asociación de Football de Santiago.

## Copa Chile
Los campeones fueron Internado y Brigada Central, que, al haber empatado primeros en la tabla de posiciones con 13 puntos, se adjudicaron conjuntamente la Copa Chile de la Asociación de Football de Santiago.

## Copa Unión
Si bien la Asociación determinó que debía disputarse un encuentro para definir a los campeones de la Copa República como de la Copa Chile, tanto Magallanes como Internado poseían en sus filas a estudiantes, que ya no estaban en Santiago para las fechas previstas, por lo que determinaron que Gimnástico, como campeón de la Copa República, y Brigada Central, como campeón de la Copa Chile, representaran a sus respectivas series en la final por la Copa Unión.
Finalmente, Gimnástico y Brigada Central acordaron compartir el trofeo de la Copa Unión, y proclamarse ambos como campeones de la Asociación de Football de Santiago.
| Campeones Gimnástico y Brigada Central |
| 5.to y 1.er título, respectivamente    |